# 一領具足
一領具足是日本戰國時代土佐國的戰國大名－長宗我部氏所創的制度，是一種半農半兵、兵農合一的兵役編制。一領（いちりょう）是盔甲的單位，具足（ぐそく）是指全副武裝的盔甲，兩詞合起來便成為「一領具足」。
根據《長宗我部元親百個條》的第24條：「凡擁有三町（9000坪，約三甲或三公頃)以上的土地者，每一戶都必須準備一副盔甲，平時務農維生，戰時必須穿上盔甲投入戰鬥。此制度的好處是領主和領民不需要長時間離開自己的居地，能夠兼顧自有的農務，維持領地內一定的農作產出，並以農務工作來鍛鍊身體，如此在日後投入戰爭時也較有體能和耐力，進而提升整體戰鬥力。
此制度也有缺點，即是兵士的受訓時間有限，農務只能鍛鍊個人體健及博戰力，但卻無法訓練群戰能力與默契。除此之外，訓練和出征也必須考慮農耕期、農閒期、豐收與欠收等因素。與此相反，織田信長之勢力因推動兵農分離，而將士兵職業化，因此能在農繁期也能進行大規模的軍事行動。

## 歷史
一領具足制是長宗我部國親參考家臣吉田孝賴的想法所創，之後由國親之子長宗我部元親繼任，運用此制所培養出的精強實力而統一四國地區。